# Суворовы (деревня)
Суворовы — деревня в Слободском районе Кировской области в составе Шиховского сельского поселения.

## География
Находится на расстоянии примерно 11 км на восток от Нового моста через Вятку в городе Киров. 

## История
Известна с 1671 года как починок Филиповской Бекова с 1 двором, в 1764 году учтено было 58 жителей. В 1873 году здесь (уже в починке Филимоновский) было учтено дворов 9 и жителей 80, в 1905 (починок Филипповский или Суворовы) 12 и 49, в 1926 15 и 69, в 1950 13 и 48. В 1989 году оставалось 36 жителей. Нынешнее название окончательно установилось с 1939 года. 

## Население
Постоянное население  составляло 38 человек (русские 89%) в 2002 году, 38 в 2010.